# Bogus
Bogus é um filme de fantasia estadunidense de 1996 dirigido por Norman Jewison, escrito por Alvin Sargent, e estrelado por Whoopi Goldberg, Gérard Depardieu, e Haley Joel Osment. Possui truques de mágica com o ilusionista Whit Haydn como consultor. Ele foi mal nas bilheterias e Goldberg foi indicada para o prêmio Framboesa de Ouro pelo seu desempenho. Foi filmado no Canadá e Nova Jersey.

## Sinopse
O filme conta a história de um garoto de sete anos de idade, Albert Franklin (Haley Joel Osment), filho de uma viúva de um mágico de Las Vegas (Nancy Travis). Sua mãe morre repentinamente em um acidente de carro e Albert, que é agora um órfão, é enviado a Nova Jersey para viver com a irmã adotiva de sua mãe, Harriet (Whoopi Goldberg). O enredo gira em torno de Albert, e seu amigo imaginário chamado Bogus (Gerard Depardieu), um mago francês, que ajuda o garoto a lidar com sua transição. Gradualmente, Harriet, que também pode ver Bogus, também chega a um acordo com a sua nova situação.

## Elenco
- Whoopi Goldberg como Harriet Franklin
- Gérard Depardieu como Bogus
- Haley Joel Osment como Albert Franklin
- Nancy Travis como Lorraine Franklin
- Andrea Martin como Penny
- Denis Mercier como Monsieur Antoine
- Ute Lemper como Babette
- Sheryl Lee Ralph como Ruth Clark
- Al Waxman como diretor da escola
- Fiona Reid como professora
- Kevin Jackson como Bob Morrison
- Richard Portnow como M. Clay Thrasher
- Stefan Batory como M. Clay Fisher
- Barbara Hamilton como Mrs. Partridge

## Local da filmagem
Embora retratado como Newark, Nova Jérsie, parte do filme foi filmada no bairro de Van Vorst Park, no centro de Jersey City. O prédio de apartamentos que a personagem Harriet vive fica na esquina da York Street e a Barrow Street se chama Madison no Van Vorst Park.

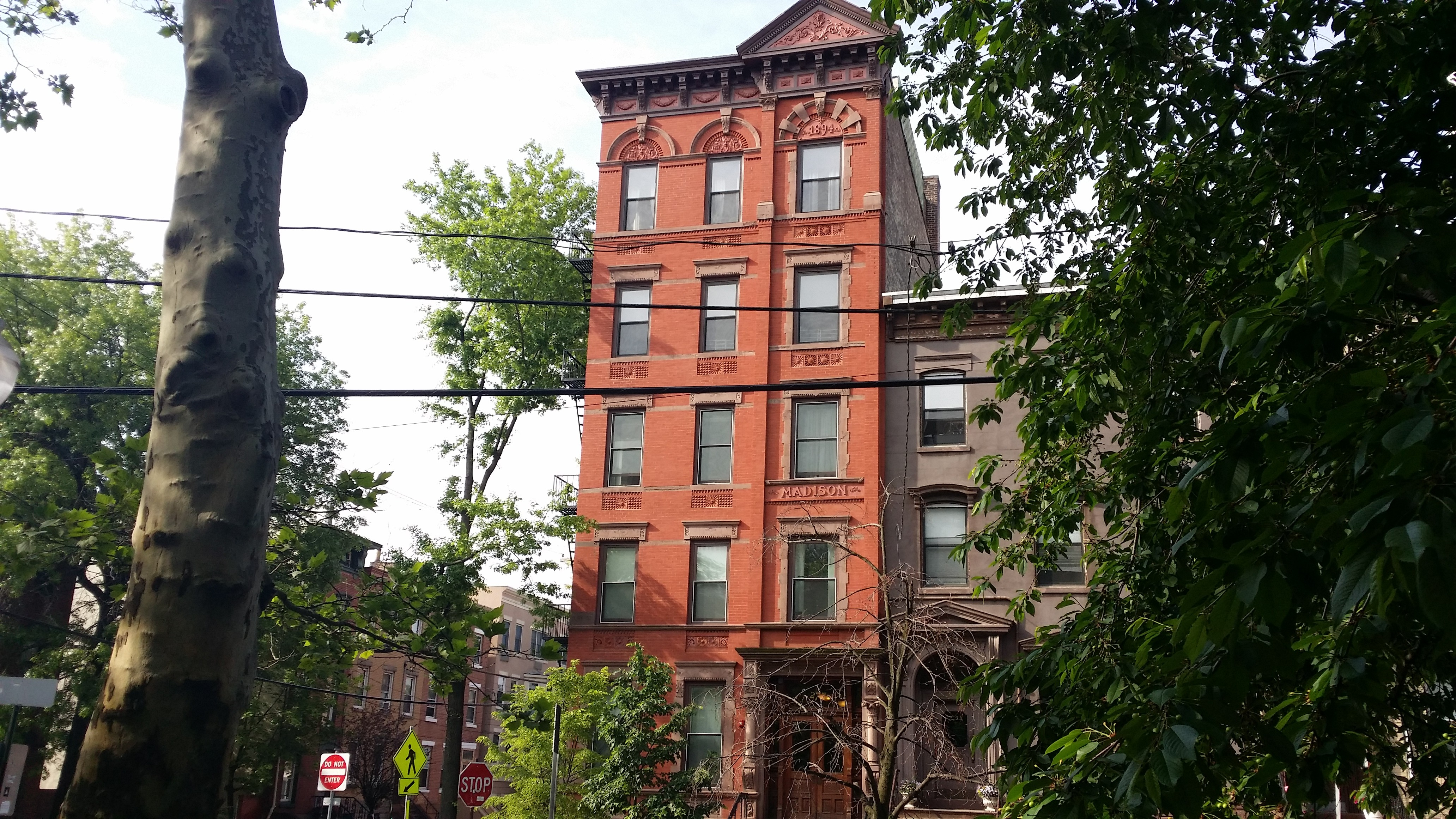
Madison no Van Vorst Park

## Lançamento
Bogus estreou em 11º lugar no fim de semana de abertura com US$1,895,593 e arrecadou US$4,357,406 nos EUA. O filme provou ser um fracasso de bilheteria do escritório principal, uma vez que ganhou apenas US$4.357.406 nos Estados Unidos a partir de um orçamento de US$25 milhões.

## Recepção
Rotten Tomatoes relata que 44% dos 16 críticos pesquisados deram ao filme uma crítica positiva; a classificação média é 5/10. Leonard Klady, da Variety, escreveu: "Docemente sentimental e anacronicamente caprichoso, Bogus é uma metáfora moderna estranhamente fora de sintonia com o gosto contemporâneo". Janet Maslin, do The New York Times, escreveu: "Jewison põe gelo seco e efeitos especiais sem acrescentar emoção a uma história lenta e banal". Roger Ebert, do Chicago Sun-Times, avaliou com 3/4 estrelas e o chamou, "uma fantasia charmosa e inconseqüente" que sabiamente evita o realismo.
Whoopi Goldberg foi indicada ao Framboesa de Ouro de pior atriz por este filme e Theodore Rex e Eddie. Haley Joel Osment foi indicado para melhor atuação infantil e o filme para melhor filme familiar no Young Artist Awards.